# Cittadella viscontea
La Cittadella viscontea o Firma fides o Hospitium Magnum è uno spazio dalla forma quadrata racchiuso da fabbricati, e si trova nella parte alta della città di Bergamo fortificata dai Visconti a loro difesa. La struttura formata da diversi corpi di fabbrica, subì molti rimaneggiamenti diventando di proprietà pubblica nel XX secolo, sede del Museo Civico Archeologico e del Museo di Scienze Naturali “Enrico Caffi”.

## Storia
Bergamo venne edificata su sette colli; nel VI secolo fu conquistata dai Longobardi che la occuparono e abitarono, tra questi vi furono alcune famiglie nobili come i Crotta, nome dal significato di crot=grotta curvo. Erano guerrieri a cavallo e inizialmente abitarono nelle grotte, da qui il nome, ma con il tempo si stabilirono vicino alle mura della città, sul colle San Giovanni costruendo fabbricati e diventando proprietari di terreni e palazzi, di fazione guelfa assunsero anche ruoli di rilievo nella politica cittadina.
Il XIII secolo vide la nascita dei comuni e per Bergamo anche l'intensificarsi delle lotte tra le famiglie guelfe dei Rivola, Crotta, Colleoni, Del Zoppo e dei ghibellini Suardi, i primi a favore della chiesa e i secondo dell'imperatore. Quando i Visconti di Milano vollero entrare in città, i Suardi, aprirono loro le porte e dopo alcuni anni di scontri e saccheggiamenti, divennero i signori di Bergamo. I Crotta, che abitavano la parte della torre di Adalberto furono sfrattati stanziandosi in Borgo Canale dove costruirono un ospedale gestito dalle suore clarisse fuori Porta Sant'Alessandro.

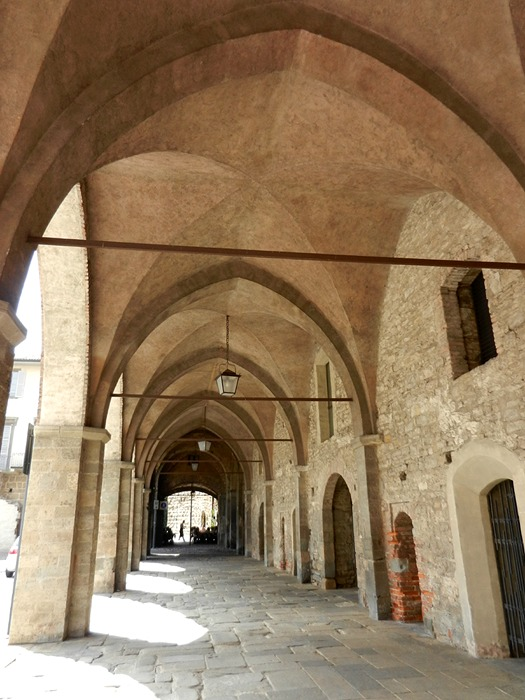
Porticato della cittadella

In quegli spazi che erano della famiglia Crotta, i Visconti fondarono la loro Cittadella a propria protezione, iniziando un periodo di angherie e soprusi sia sul territorio cittadino che in tutta la bergamasca.
I Visconti governarono Bergamo stabilmente dal 1331 al 1428 quando arrivarono i veneziani. Imposero il controllo sulle famiglie sedandone le controversie; compirono molte opere e restaurarono quelle già esistenti, come l'acquedotto romano ampliandolo con il fontanone, urbanizzarono piazze con il nome delle mercanzie come piazza del mercato delle Scarpe, Fieno, Pesce, Carne e Biade per agevolarne il controllo della tassazione, che era molto elevata e severa. La torre di Adalberto che ospitava gli evasori fiscali, fu chiamata torre della fame, vi venivano infatti lasciati i prigionieri senza cibo finché un parente non avesse provveduto a saldare quanto evaso. Luchino Visconti nel 1334 fortificò colle Vigilio, per poi abbandonarlo perché troppo distante dal centro cittadino, e nel 1355 Bernabò Visconti occupò quella parte di colle di San Giovanni che diventò la Cittadella viscontea scacciandone i Crotta.
Il grande complesso militare doveva difendere la famiglia, e mettere soggezione ai cittadini che si trovavano chiusi tra due colli fortificati, questo e quello della Rocca.
Per accedere alla città serviva ottenere il permesso di transito a una delle due porte del Pantano che erano militarizzate e controllate. Durante i restauri del vicino relais San Lorenzo, sono rinvenuti i locali che erano adibiti a stalle e osterie.

Nel 1355 Bernabò costruì le undici case a torre che formarono le Firma Fides, chiudendo in questo modo questo spazio che era già protetto dalle mura medioevali distrutte nel 1561 per la costruzione delle mura venete, lasciando al figlio Rodolfo l'incarico di costruire il grande fabbricato a residenza chiamato Hospitium Magnum dove vi è il grande fabbricato adibito a musei civici sia quello Archeologico delle Scienze naturali con la sezione etnografica, e l'Orto Botanico. Qui abitarono i diversi esponenti della famiglia: Azzone, Luchino, Giovanni, Bernabò, Rodolfo, Gian Galeazzo, Giovanni Maria, Filippo Maria. Questa parte era anche adibita a uffici doganali per il pagamento del dazio, nonché a carcere e luogo di tortura.

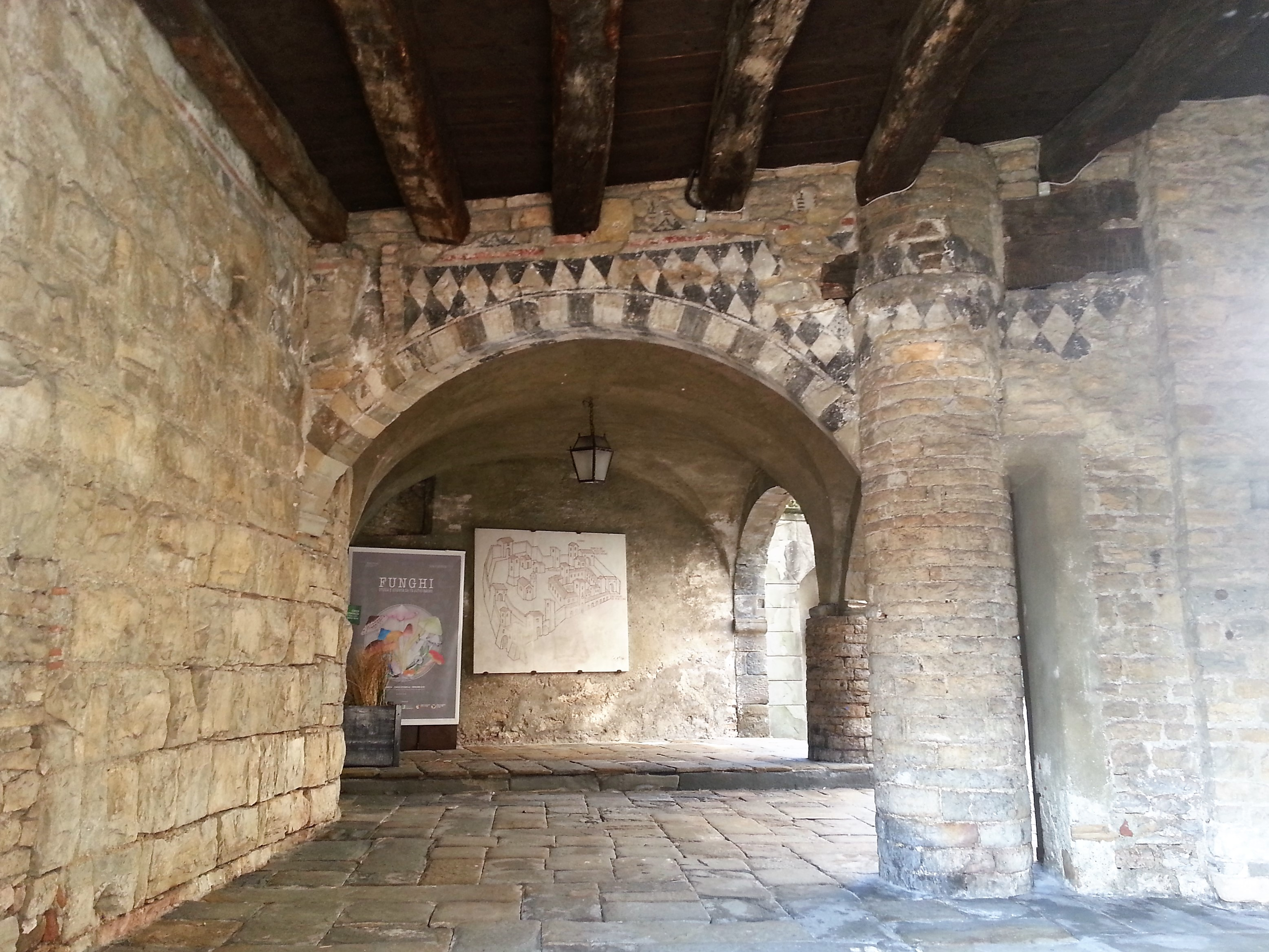
Affreschi e strutture risalenti ai Visconti

Dopo il 1428 con la Repubblica di Venezia la Cittadella perse d'interesse, i veneziani non volevano ponti levatoi e vollero ricostruire le mura della città. Restano, a documento, il quadro di Giovanni Paolo Lolmo nella basilica si santa Maria Maggiore che raffigura sia san Marco che la torre Mirabella, e le cartografie di Alvise Cima (1643-1710) che descrivono come era la cittadella prima dei rimaneggiamenti che fecero i veneziani, nuovi signori di Bergamo, i quali divisero la cittadella in dodici lotti alienandoli, risultano infatti nell'asta pubblica del 22 settembre 1520 le assegnazioni con la specifica che le torri si potevano alzar, abasar et ruinar a seconda dei desideri del compratore.
Parti del fabbricato della Cittadella erano la sede della provincia e della prefettura, spostate nella seconda metà del XIX secolo. Dal XX secolo il lato che era l'abitazione Hospitium Magnum è la sede del Museo Civico Archeologico e del Museo di Scienze Naturali “Enrico Caffi” della città.

## Architettura
Da via Bartolomeo Colleoni si giunge in piazza Lorenzo Mascheroni dove è presente la seicentesca fontana veneziana, e dove attraverso la torre della Campanella, si accede in piazza Cittadella quella che un tempo era la corte e la piazza d'armi. A ovest è visibile una postierla, l'antico accesso dalle mura. La piazza ha una pavimentazione in ciottolato, ed è attraversata da una vecchia strada romana.

La cittadella era accessibile nella sua parte superiore dalla Porta del Pantano superiore di cui non si ha traccia perché demolita, rimane invece accessibile la Porta del Pantano inferiore, nelle cui vicinanze erano state trovate le zanne di mammut, poi poste nel museo. La porta si trova nella parte sud di piazza Mascheroni e la collegava con via Borgo Canale.

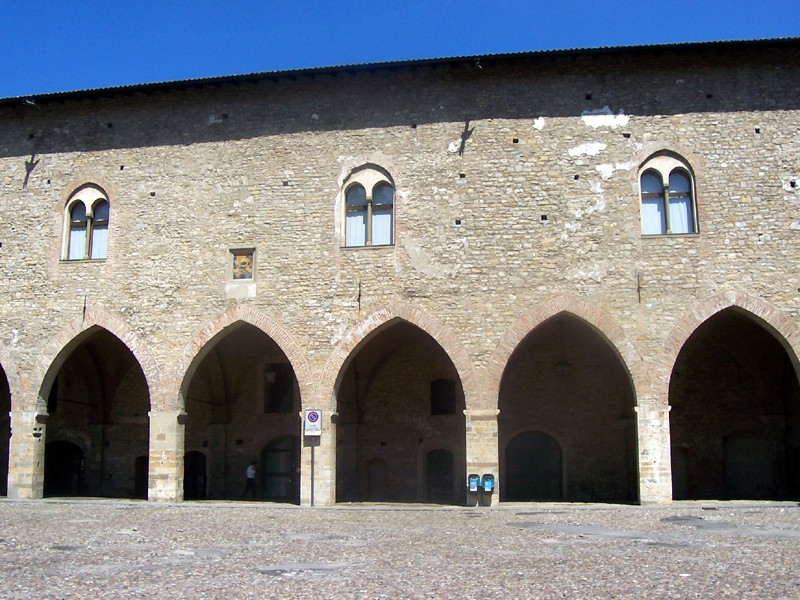
Cittadella viscontea, facciata nord restaurata dall'architetto Sandro Angelini tra il 1958 e 1960.

Nel corso del XVIII secolo il lato dell'Hospitium Magnum, che presentava un porticato con archi ogivali, venne coperto con una nuova facciata per renderla omogenea con il resto della struttura. La facciata in stile medievale con archi ogivali venne recuperata e restaurata tra il 1958 e il 1960 da dei lavori condotti dall'architetto Sandro Angelini.
Di quello che fu il periodo visconteo in Bergamo con la cittadella fortificata dalle undici torri, documentate alte fino a 15 metri, dai ponti levatoi e relativo fossato resta poco o nulla: restano intere la torre della Campanella, quella di Adalberto e quella Scaraguaita con la merlatura guelfa, annessa al seminario vescovile, dove è stata ricollocata una targa commemorativa dell'edificazione del complesso, originariamente affissa nella torre dell'Iscrizione, poi demolita. Risale agli anni sessanta del secolo scorso, infatti, la demolizione di parte della cittadella per la riedificazione del grande complesso del seminario vescovile. Durante questi ultimi lavori furono demolite la torre Beccarina, collocata davanti alla chiesa del Seminario e già pesantemente ridimensionata, e la torre della Cantarena, più piccola, collocata in via ai Bastioni adiacente a Colle Aperto. Della torre Mirabella, la più alta del complesso della Cittadella, rimane oggi un solo lato e di dimensioni ridotte, non visibile al pubblico in quanto parte di una proprietà privata. 
La torre della campanella, pur avendo mantenuto la sua caratteristica di ingresso ha subito molte modifiche; sotto il grande orologio è ancora visibile lo stemma asburgico del Regno Lombardo-Veneto, con l'aquila austro-ungarica bicefala, con lo scudo diviso in quattro parti, a raffigurare i territori che furono assegnati all’Impero d'Austria con il Congresso di Vienna del 1815, due parti raffigurano il leone alato, simbolo di Venezia, e le altre due il biscione visconteo nell'atto di inghiottire un putto tra le fauci, stemma dei Visconti e usato a identificare la Lombardia già austriaca e la Milano ducale.

### Le torri
- Torre della Campanella
- Torre di Adalberto

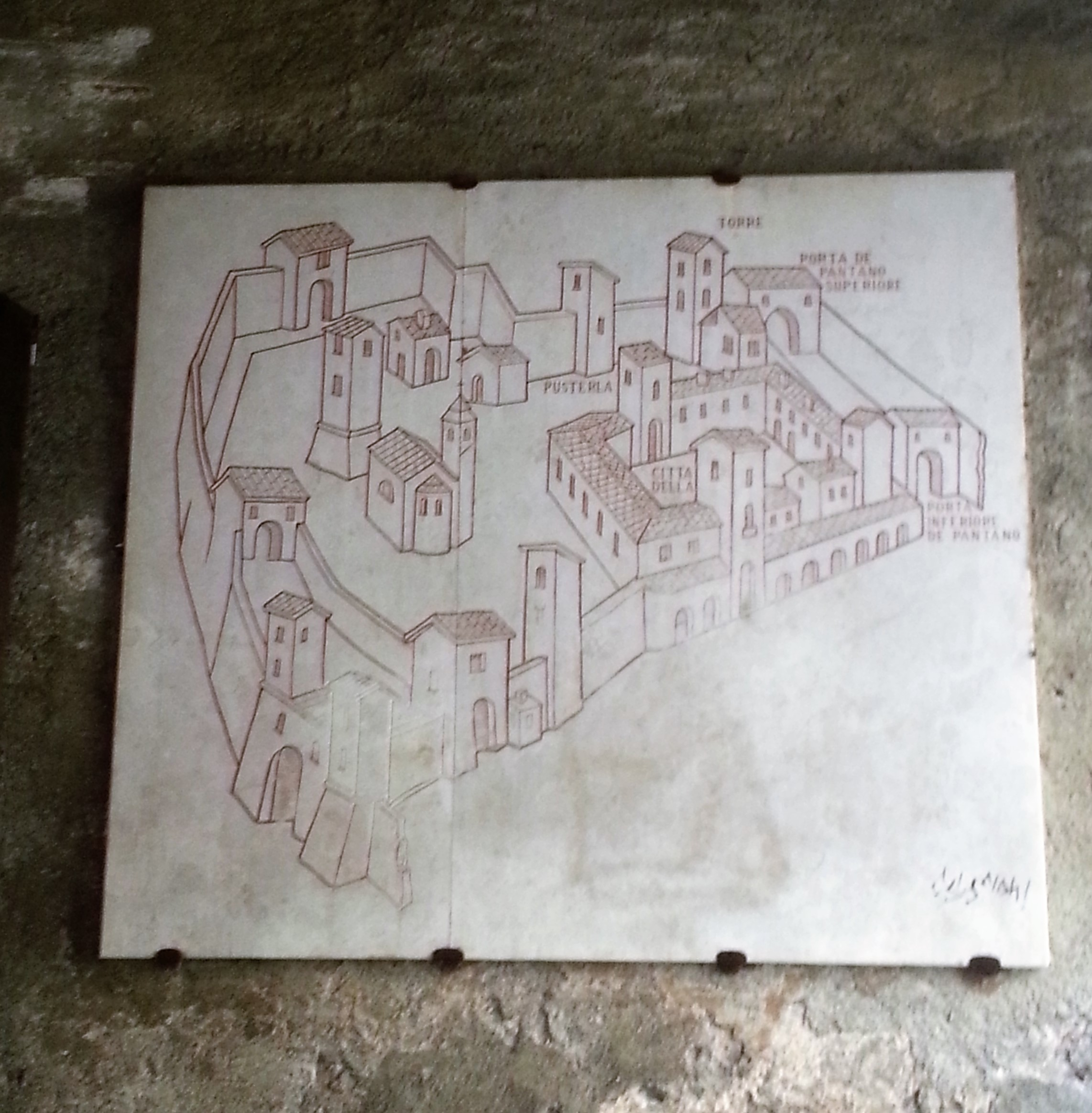
Cartina del XVI secolo dell'intero complesso della Cittadella viscontea con le sue case torri. A destra il piazzale della Cittadella

- Torre Mirabella (la più alta, parzialmente demolita)
- Torre dell'Iscrizione (demolita nel XIX secolo)
- Torre Scaraguaita (demolita poi riedificata negli anni 1960)
- Torre Solza o Torre di San Giovanni (demolita)
- Torre Beccarina (demolita negli anni 1960)
- Torre della Cantarena (demolita negli anni 1960)